# Agave indagatorum
Agave indagatorum är en sparrisväxtart som beskrevs av William Trelease. Agave indagatorum ingår i släktet Agave och familjen sparrisväxter. Inga underarter finns listade i Catalogue of Life.